# Società Sportiva Fiammamonza 1990-1991
Questa voce raccoglie le informazioni riguardanti la Società Sportiva Fiammamonza nelle competizioni ufficiali della stagione 1990-1991.

## Rosa
Rosa aggiornata all'inizio della stagione.
| N. |                      | Ruolo | Calciatrice         |
| -- | -------------------- | ----- | ------------------- |
|    | Italia (bandiera)    | D     | Verbena Anelli      |
|    | Danimarca (bandiera) | C     | Ulla Bastrup        |
|    | Italia (bandiera)    | P     | Mariangela Bonanomi |
|    | Italia (bandiera)    | P     | Fabiana Comin       |
|    | Italia (bandiera)    | D     | Simona Consonni     |
|    | Italia (bandiera)    | C     | Gabriella De Marco  |
|    | Italia (bandiera)    | D     | Giovanna Dossena    |
|    | Italia (bandiera)    | C     | Elena Fantini       |
|    | Italia (bandiera)    | C     | Barbara Foppiani    |
|    | Germania (bandiera)  | A     | Sandy Friz          |
|    | Italia (bandiera)    | D     | Silvana Frigo       |
|    | Italia (bandiera)    | C     | Cristina Fruci      |
|    | Italia (bandiera)    | A     | Monia Gazzaroli     |

| N. |                   | Ruolo | Calciatrice               |
| -- | ----------------- | ----- | ------------------------- |
|    | Italia (bandiera) | C     | Anna Gesuele              |
|    | Italia (bandiera) | A     | Graziella Giovine         |
|    | Italia (bandiera) | A     | Deborah Iagulli           |
|    | Italia (bandiera) | A     | Maria Rosaria Iannuzzelli |
|    | Italia (bandiera) | D     | Rita Lanfranchi           |
|    | Italia (bandiera) | D     | Paola Levrini             |
|    | Italia (bandiera) | D     | Elena Marchetti           |
|    | Italia (bandiera) | A     | Silvana Mazzoleni         |
|    | Italia (bandiera) | C     | Liliana Paggi             |
|    | Italia (bandiera) | C     | Maura Pedroni             |
|    | Italia (bandiera) | D     | Marisa Perin              |
|    | Italia (bandiera) | C     | Magdala Vitari            |